# 16:9
16:9 (1,77: 1) (16: 9 = 42:32) este un raport de aspect în care la o lățime de 16 unități corespunde o înălțime de 9. Din 2010, acesta a devenit cel mai frecvent raport de aspect pentru televizoare și monitoare de calculator, precum și pentru formatele standard internațional de televiziune HDTV, Full HD, de televiziune digitală non-HD digitală și de televiziune analogică cu ecran lat. El a înlocuit vechiul raport de aspect 4:3, dar există tendința de a fi și el înlocuit de formatul 21:9.